# EKW C-36
Flygplanet EKW C-36 är ett schweiziskt (prefix: C) spaningsbombflygplan med enkel jaktförmåga, senare attackflygplan, konstruerat 1939 av Schweiziska Federala Konstruktionsverken (EKW). Det kan snarlikt jämföras med sovjetiska Il-2 Sturmovik. Planet var enkelmotorigt med tvåsitsig förarkabin: pilot och akterskytt (signalist/spanare). Flygkroppen var lågvingat med dubbla stjärtfenor på akterplanet för att ge akterskytten bättre sikt. Det kunde bära åtta mindre bomber i 50kg-klassen eller två större bomber i 200kg-klassen under vingarna, senare uppgraderat för att kunna bära attackraketer. Fast beväpning bestod av en 20 mm motorkanon och två vingkulsprutor, en per vinge, vilka i fjärde serien C-3604 byttes ut mot två 20 mm automatkanoner, en per vinge.
Ett stort antal av dessa flygplan byggdes, och tillsammans med Morane-Saulnier M.S.406 upprätthöll dessa den schweiziska neutraliteten under andra världskriget. När andra världskriget bröt ut var den politiska situationen i Europa sådan att det var svårt att köpa in utländska flygplan, EKW fick då i uppgift att ta fram ett mångsidigt flygplan för att kunna skydda den schweiziska neutraliteten. Resultatet blev C-36. C-36 var mycket manövrerbart och kunde prestera med D.3801 och Bf 109E-3 som fanns i det schweiziska flygvapnet. Bomblasten var ganska usel och flygplanen användes som mest spaningsplan och för infanterisupport. Efter kriget utrustades C-36 med raketer som gjorde den lite mer användbar som attackflygplan.
Efter andra världskriget användes flygplanet till pilotutbildning och som målbogserare.
Några exemplar av C-36 finns fortfarande i flygande skick.

## Beväpning
C-3603 hade en mycket specifik beväpning då både kulsprutor och automatkanon är av schweizisk konstruktion och inte användes på mer än ett fåtal andra plan.
Motorkanonen var en 20 mm Flugzeugmotorkanone (Flygplansmotorkanon) W+F FM-K-38. Den hade en eldhastighet av 400 rpm vilket var relativt lågt i jämförelse med andra automatkanoner under andra världskriget som Oerlikon, HS 404 och Maschinengewehr 151. Dock gjordes detta upp i och med att den avfyrade en väldigt kraftfull patron, en 20x139 mm patron. Denna patron hade en utgångshastighet mellan 930 och 1010 meter per sekund beroende på kula. Detta var 100 till 200 meter per sekund mer än en Hispano patron t.ex.
Vingkulsprutorna var 7,45 mm Fliegermaschinengewehr (Flygmaskingevär) W+F Fl Mg.29. Dessa hade en eldhastighet av 1100 rpm och en genomsnittlig utgångshastighet av 780 m/s. De avfyrade patronen GP 11.
Akterskytten hade en 7.45 mm Beobachter Doppelmaschinengewehr (Rörlig dubbelflygmaskingevär) W+F Fl Mg.29. Denna var uppgjord av två stycken 7.45 mm kulsprutor som båda avfyrades från samma avtryckare. Dessa hade en eldhastighet av 1300 rpm.
När C-3604 konstruerades hade man infört en ny automatkanon i flygvapnet. Detta var en schweizisk variant av HS 404 variant kallad 20 mm Flugzeugmotorkanone (flygplansmotorkanon) Hispano-suiza FM-45 HS eller 20 mm Flugzeugflügelkanone (flygplansvingekanon) Hispano-suiza FF-45 HS beroende på ifall den satt i en motor eller vinge. Den hade en eldhastighet av 780 rpm och en utgångshastighet av 875m/s. 
Man monterade 3 stycken i C-3604 och till och med 4 stycken i en av prototyperna.

## Bomber
C-36 kunde inte bära särskilt mycket bomber och förlitade sig mest på automatkanonen och kulsprutorna för markattack. Den hade 2 fästen på vingarna för bomber med en max vikt av 400 kg totalt.
Bomblaster
16 stycken 12.5 kg bomber
8 stycken 50 kg bomber
2 stycken 200 kg bomber
40 stycken 1.5 kg brandbomber
40 stycken 3 kg bombkapslar

## Varianter
C-3601

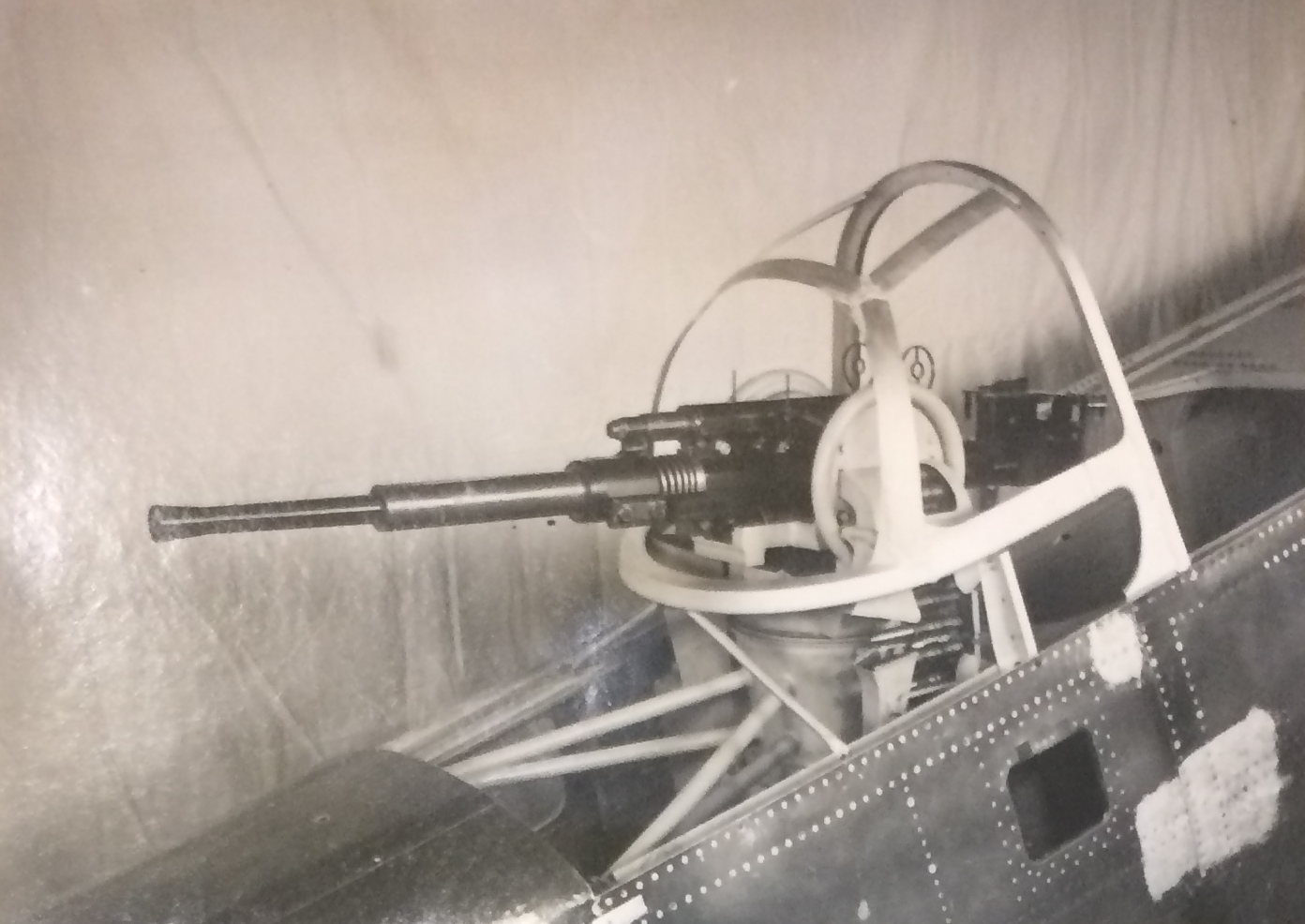
C-603 försedd med en 20 mm automatkanon för skytten.

Första prototypen med långt vingspann (det vill säga runda vingtippar), fast landställ och med en 641 kW (860 hp) Hispano-Suiza 12YCrs-motor. Offensiv beväpningen bestod av en 20 mm Flugzeugmotorkanone W+F FM-K-38 automatkanon som sköt genom propellern och två stycken bandmatade 7.45 mm W+F Fl Mg.29 kulsprutor i vingarna. Defensiv beväpning utgjordes av två stycken 7.45 mm W+F Fl Mg.29 i en rörlig lavett som sköttes av en skytt.
C-3602
Andra prototypen med en 746 kW (1,000 hp) Hispano-Suiza 12 Y-51 motor. Hade samma fasta landställ, vinge och beväpning som C-3601. Dock så testade man att bepansra skytten med en stålhätta runt kulsprutorna. Man testade även att sätta skytten längre ner i flygkroppen för att ge honom bättre skydd. Båda idéerna skrotades för att det gav skytten mycket sämre syn.
C-3603 varianter
C-3603-0
Förproduktionsversionen av C-3603. Den hade samma vinge, motor och beväpning som 01 och 02 fast med infällbart landställ. 10 st byggdes varav 9 senare konverterades till C-3603-1.
C-3603-1
Produktionsmodell med kort vingspann (det vill säga klippta vingtippar), annars identisk till C-3603-0. 142 st byggda fram till 1944. Ytterligare sex st monterades med överblivna reservdelar mellan 1947 och 1948. 20 st konverterades till målbogserare från 1946, och 40 st uppgraderades mellan 1953 och 1954.
C-3603-1 Tr
Skolflygplan, 2 st byggda.
C-3604 varianter
C-3604
Kraftigare variant av C-36. Motorn uppgraderades till en 1,245 hk Saurer YS-2 motor med en 4-bladspropeller som ökade hastigheten med över 80 km/t och stighastigheten med 2.5 m/s. Vingkulsprutorna och motorkanonen ersattes med 20 mm Hispano-Suiza automatkanoner. Prototypen testades med flera vapen alternativ för skytten. 11 st tillverkade serieflygplan.
C-3604 (C-601)
Prototyp av C-3604. Denna variant bytte ut de två 7.45 mm W+F Fl Mg.29 rörliga kulsprutorna mot en tysk 13 mm mg131.
C-3604 (C-602)
Prototyp av C-3604. Denna variant bytte ut de två 7.45 mm W+F Fl Mg.29 rörliga kulsprutorna mot en amerikansk 12,7 mm m2 50cal.
C-3604 (C-603)
Prototyp av C-3604. Denna variant bytte ut de två 7.45 mm W+F Fl Mg.29 rörliga kulsprutorna mot en 20 mm Flugzeugbeobachterkanone Hispano-suiza FB-45 HS (Flygplansobservatörkanon).
C-3605
Turbopropvariant med en Lycoming T53 motor. 24 stycken C-3603 konverterades till C-3605 från 1971 till 1973. Den kom i tjänst som målbogserare 1971. Den var även obeväpnad.

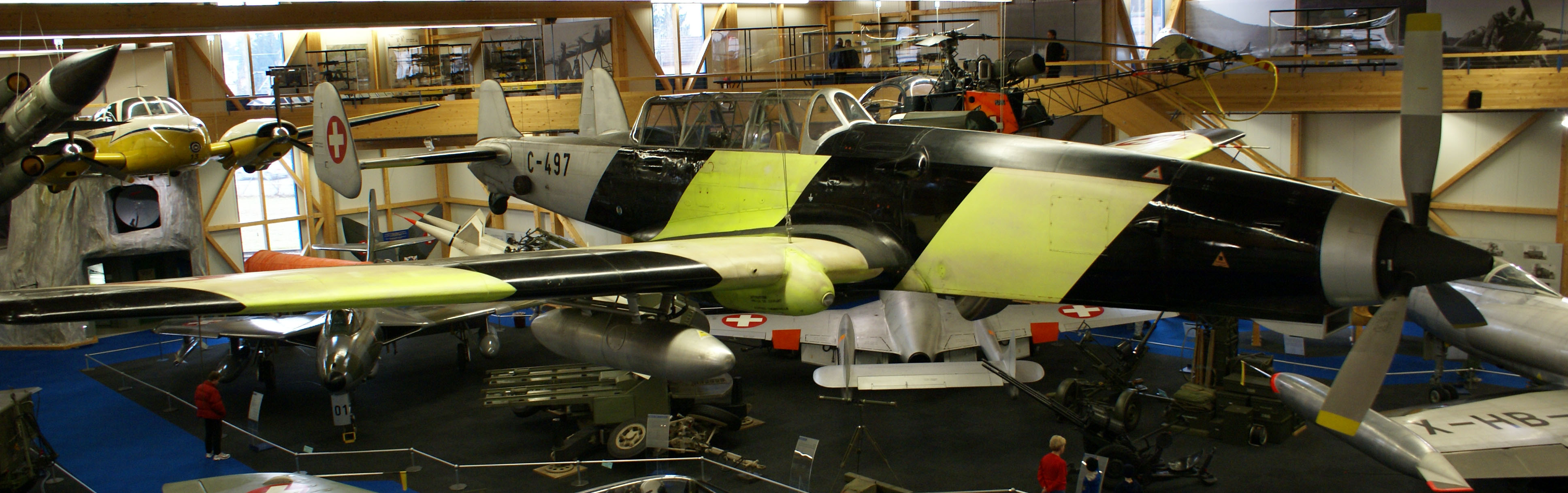
C-3605 målad i tydliga färger för att tjänstgöra som målbogserare.

## Varianter som inte byggdes
C-36 Koncept
Konceptet av C-36 hade ett skevroder istället för ett dubbelroder.
C-36 Jagdeinsitzer
Ensitsigt jaktflygplan.
C-38
I princip samma flygplan fast med mindre ändringar och annan beteckning.

## Flygvärdiga Exemplar

### C-3603
C-547 Tidigare C-3605 men efter att flygplanet skrotats ombyggdes det till den ursprungliga C-3603 versionen och registrerades som HB-RBI. Den är egentligen en hybrid mellan en C-3603 och en 05 då den använder cockpit och överbyggnad från en C-3605.

### C-3605
C-494 som ny D-FOOT flygs av tysk historisk flygning

C-535 som ny D-FOXY (skadad 27 september 2002 och ej flygdugligt)

## Exemplar på museer

### C-3603
C-534 Pilot och flygmuseet i Dübendorf

C-537 Schweiziska transportmuseet

### C-3605
C-483 Planes of Fame Eden Praire, Minnesota, USA

C-xxx The air museum - Planes of fame Chino, Kalifornien, USA

C-535 Teknikmuseet Sinsheim-Speyer, DE

## Operatörer
Schweiz Schweiz
- Schweiziska flygvapnet

### Fotnoter
1. 1 2  Gruenenfelder and Francillon 2001, p. 47.